# The Holiday Collection (Madonna)
The Holiday Collection è un EP di Madonna, pubblicato in edizione limitata negli UK nel 1991 per accompagnare la re-release di Holiday; contiene inoltre tre canzoni omesse da The Immaculate Collection.

## Tracce
1. Holiday – 6:09
2. True Blue – 4:17
3. Who's That Girl – 3:58
4. Causing a Commotion (Silver Screen Single Mix) – 4:06